# Wappenteller

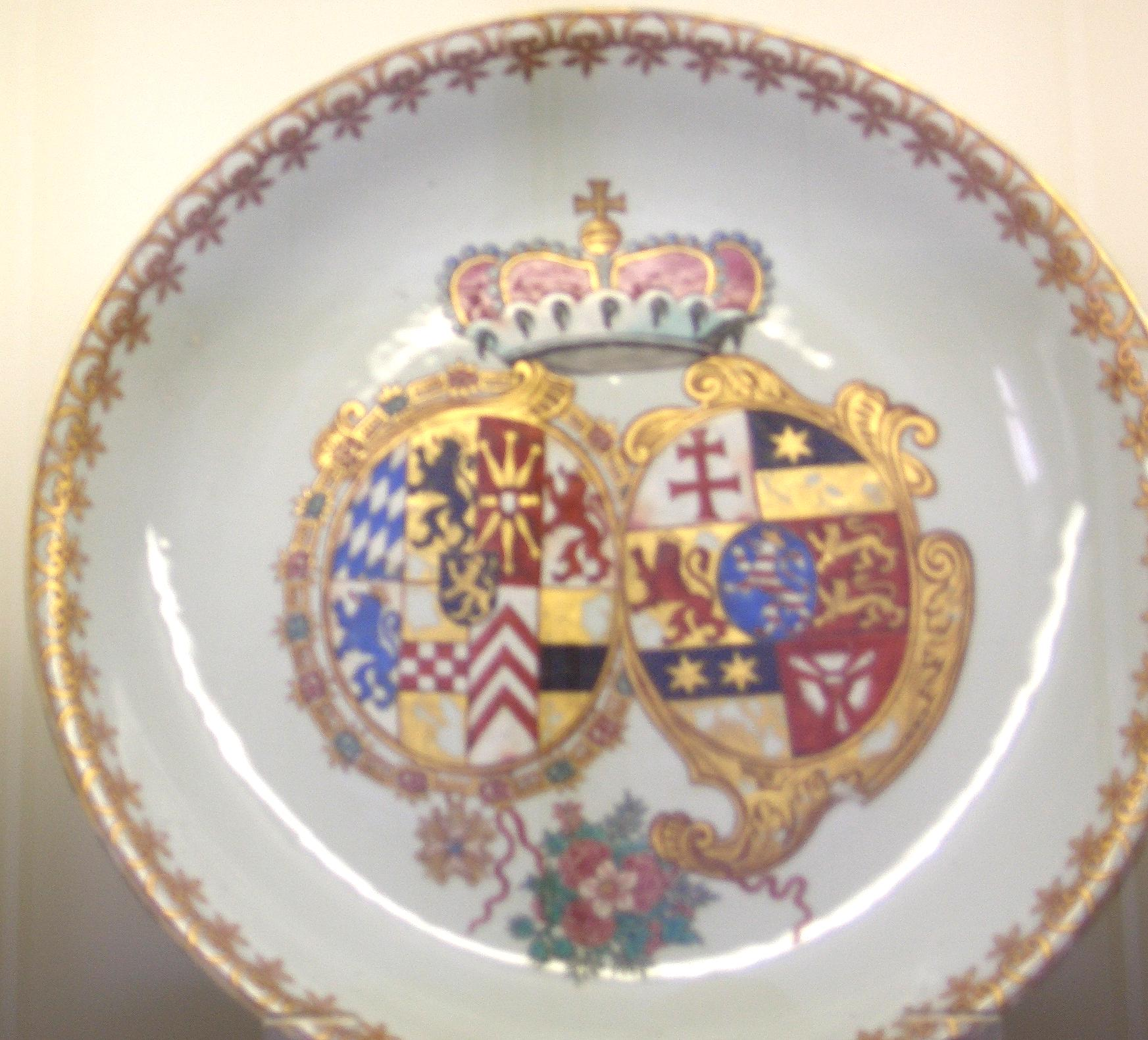
Wappenteller

Der Wappenteller gehört zu den besonders mit heraldischen Elementen geschmückten Gebrauchs- und Ziertellern. Aber mit dem eigentlichen Wappenwesen oder der Heraldik haben diese Gerätschaften wenig zu tun, dennoch sind Wappengläser, -becher, -pokale, -scheiben und -porzellane ein ergiebiges Forschungsobjekt, denn viele Materialien und Techniken haben bei der Herstellung Verwendung gefunden. So sind aus der Schweiz schon im 17. Jahrhundert Reliefteller aus Zinn bekannt, die eine besondere künstlerischer Gestaltung aufweisen.
Durch die Erweiterung des europäischen Seehandels im 17. Jahrhundert verbreitete sich die Herstellung von Wappentellern aus Porzellan bis nach China.
Durch das Material Porzellan war es möglich, nicht nur die Wappenteller, sondern ganze Service als sogenanntes Wappenporzellan in prachtvollen Ausführung herzustellen. Die Auftraggeber waren Kaiser, Könige und wohlhabende Familien, aber auch Vereine und Studentenverbindungen, die auf den Gegenständen die Wappen und Farben ihrer Couleur anbringen ließen.
Vielfach wurden diese Service in China nach europäischen Vorlagen gefertigt.
Böttgersteinzeug war ebenfalls als Material im Gebrauch, wurde aber nicht bemalt, sondern eingeschliffen. Alle Gerätschaften waren auch als Geschenke beliebt.
Die  Herstellung der Wappenkrüge ist früher einzuordnen. 
Die Aufbringung des  Wappens diente dabei nicht nur zur Zierde, sondern auch der Wiedererkennbarkeit des Trinkgefäßes bei Trinkgelagen. Auch Wappengläser und -pokale sind schon früh in Gebrauch gewesen, die Blütezeit war etwa die Zeit des 16. bis zum 18. Jahrhundert. Die angewandten Techniken reichen vom Bemalen und Schleifen bis zur Emaillierung. 

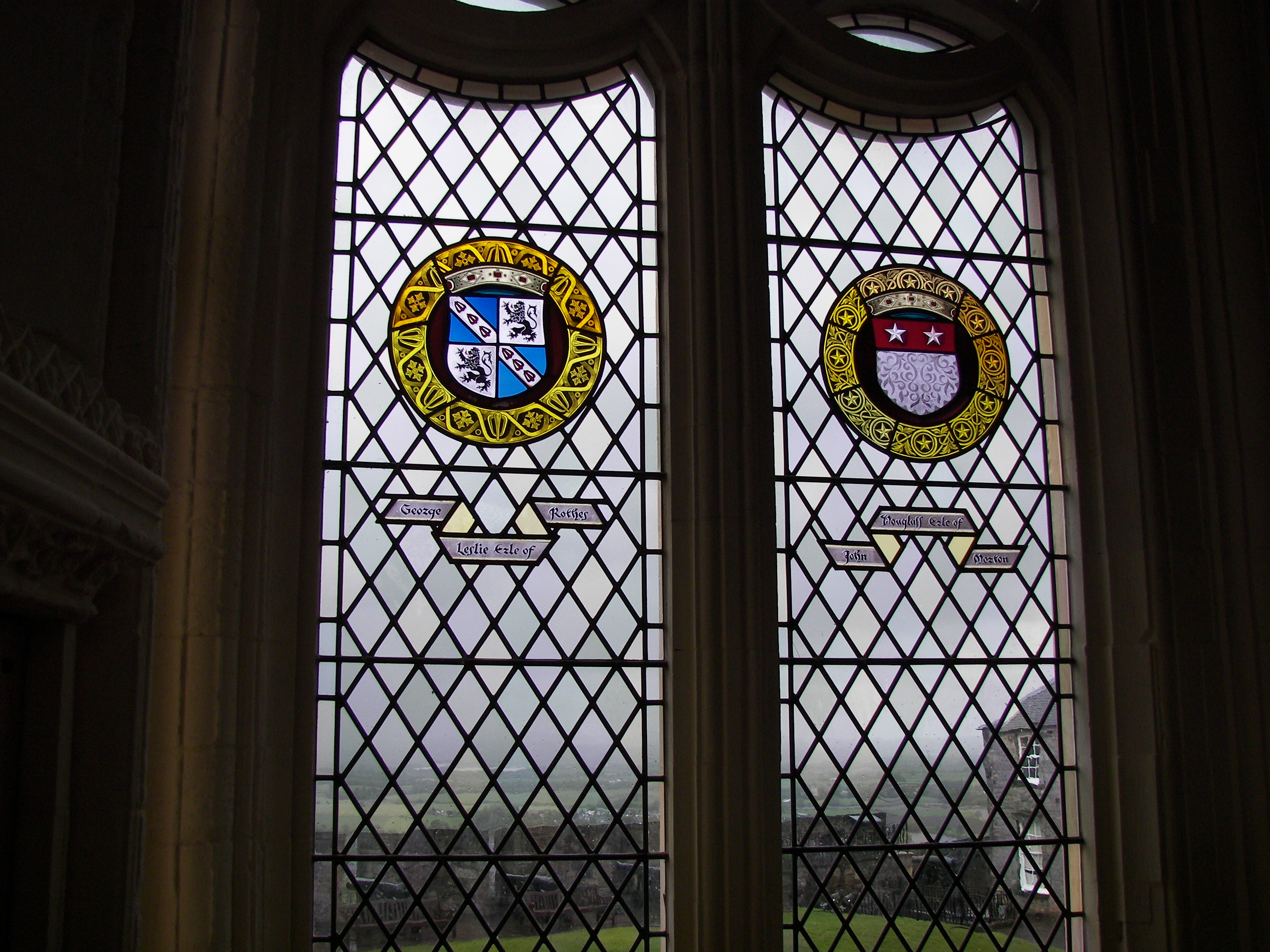
Wappenscheiben im Stirling Castle, Schottland

Eine eigene Gattung sind Wappenscheiben. Diese mit den Wappen der Auftraggeber versehenen Glasscheiben wurden als Spende, auch als Erinnerung an Persönlichkeiten, in den Fenstern von Kirchen und Rathäusern eingesetzt. Sie waren als eine Spendenliste im heutigen Sinne zu verstehen.